# Comté de Richmond (Nouvelle-Écosse)
Pour les articles homonymes, voir Comté de Richmond.
Le comté de Richmond (en anglais : Richmond County, en gaélique écossais : Siorramachd Richmond) est un comté de la Nouvelle-Écosse. Son chef-lieu est Arichat.

## Toponyme
Le comté est nommé en l'honneur de Sir Charles Lennox, 4e Duc de Richmond et Lennox, qui fut gouverneur général de l'Amérique du Nord britannique de 1818 à 1819. Le comté de Richmond fut créé en 1835.

## Géographie

### Topographie
Le comté de Richmond est situé à une soixantaine de kilomètres au sud de Sydney, sur l'île du Cap-Breton. Le comté a une superficie de 1 244,24 km2.
Richmond est situé sur un isthme reliant les deux parties principales de l'île. Il est bordé au nord par le lac Bras d'Or, au sud par la baie de Chedabouctou et à l'est par l'océan Atlantique.
Dans sa partie la plus étroite, l'isthme ne mesure que 700 mètres de large, où il est traversé par le canal de Saint Peter's.
La municipalité compte de nombreuses îles, pour la plupart situées sur la côte sud. Les principales sont l'île Janvrin, l'île Madame et l'île Petit de Grat.

### Hydrographie
Le comté est traversé par de petits cours d'eau. Parmi les principaux, on retrouve d'est en ouest la rivière Habitants, la rivière Tillard, la Grande Rivière et la rivière Framboise.

## Démographie
Il y avait 9 740 habitants en 2006, soit une baisse de 11,6 % en 10 ans, répartis en 2 935 ménages. L'âge médian est de 46,6 ans, comparativement à 41,8 pour la province. 84,9 % de la population est âgée de plus de 15 ans, comparativement à 84,0 % pour la province. Les femmes représentent 51,6 % de la population, comparativement à 51,9 % pour la province. Chez les plus de 15 ans, 27,4 % sont célibataires, 53,8 % sont mariés, 3,3 % sont séparés, 5,9 % sont divorcés et 9,6 % sont veufs,.
Les autochtones représentent 5,8 % de la population et 0,3 % des habitants font partie d'une minorité visible. Les immigrants représentent 2,5 % de la population, 2,3 % des habitants ne sont pas citoyens du Canada et 93,4 % sont issus de familles établies au Canada depuis 3 générations ou plus.
La langue maternelle est le français chez 22,9 % des habitants, l'anglais chez 71,8 %, les deux langues chez 1,5 % et 3,8 % sont allophones. 34,7 % de la population peut communiquer dans les deux langues officielles, 0,2 % sont unilingues francophones, 64,7 % sont unilingues anglophones et 0,4 % des gens ne connaît aucune des langues officielles. La population est fortement anglicisée, car le français est parlé à la maison par 11,8 % des gens, l'anglais par 85,6 %, les deux langues par 0,8 %, une langue non officielle par 1,7 %, le français et l'anglais et une langue non officielle par 0,1 %. Le français est la langue de travail de 4,2 % des employés, l'anglais de 91,7 % des employés, les deux langues par 2,6 % des employés, une langue non officielle par 1,3 % des employés et l'anglais et une langue non officielle par 0,2 % des employés.
Parmi la population active, 46,4 % possèdent un certificat, diplôme ou grade post-secondaire (50,4 % pour la province), 18,0 % possèdent seulement un diplôme du secondaire (22,8 % au provincial) et 35,6 % ne possède aucun diplôme (26,8 % au provincial).
| 2001   | 2006  | 2011  | 2016  |
| ------ | ----- | ----- | ----- |
| 10 225 | 9 740 | 9 293 | 8 964 |

## Administration

### Conseil municipal
Le comté est subdivisé en dix districts à des fins administratives. Le conseil municipal est formé d'un conseiller par district et un de ces conseillers est le préfet. Le préfet actuel est Jason MacLean, conseiller du district no 2.
 (mai 2025).
| District | Villages et hameaux | Conseiller       |
| -------- | --- | ---------------- |
| 1        | Arichat, Robins, Cape Auget, Pondville, Lochside, Grandique (Sud) | Chuck Boudreau   |
| 2        | Petit de Grat, Boudreauville, Alderney Point, Gros Nez, Samson's Cove, Little Anse | John Boudreau    |
| 3        | D'Escousse, Martinique, Poulamon, Poirierville, Cap la Ronde, Rocky Bay | Malcolm Beaton   |
| 4        | West Arichat, St. Mary's, Port-Royal, Janvrin's Harbour | Alvin Martell    |
| 5        | Black River, Cleveland, Dundee, Evanston, Hureauville, Grande-Anse, Grantville, Lower River Inhabitants, Walkerville, Port Malcolm, Port Richmond, Point Tupper, Kempt Road, West Bay                                              | Shirley McNamara |
| 6        | Louisdale, Grande Anse, Grandique Ferry, Whiteside (Est), Lennox Passage | Richie Cotton    |
| 7        | River Bourgeois, St. George's Channel, The Point West Bay, Dundee, Sporting Mountain, Oban, Seaview, River Tillard, Cannes, Hawker                                                                                                 | Joseph MacPhee   |
| 8        | St. Peter's, French Cove, Sampsonville, Cape George, Roberta | Clair Rankin     |
| 9        | L'Ardoise, Rockdale, Grand Greve, Lower L'Ardoise, Little Harbour, Point Michaud | Steve Sampson    |
| 10       | Johnstown, Chapel Island, Barra Head, Lynches River, Soldier's Cove, McNab's Cove, Red Islands, Hay Cove, Irish Cove, Loch Lomond, Grand River, L'Archeveque, St. Esprit, Lower St. Esprit, Framboise, Forchu, Stirling, Lake Uist | Gail Johnson     |

## Culture

### Architecture et monuments

#### Arichat
- Église Notre Dame de l'Assomption
- Forge Le Noir
- Maison Flynn-Cutler-Robichaud

#### Saint Peter's
- Le canal de Saint Peter's est un site historique national.
- Fort-Toulouse
- Maison du maître-éclusier
- Maison MacAskill
- Port-Toulouse

#### Ailleurs
- Île Chapel
- Église Saint Joseph's, Marble Moutain
- Maison Morrison, Saint George's Chanel

### Arts et musées
- Musée Nicolas Denis
- Musée de la maison MacAskill
- Musée de la forge Le Noir
- Centre La Picasse